# Alexandre Serov
Pour les articles homonymes, voir Serov.
Alexandre Nikolaïevitch Serov (en russe : Александр Николаевич Серов), né le 23 janvier 1820 et mort 1er février 1871 à Saint-Pétersbourg, est un compositeur russe, aujourd'hui oublié, et critique musical.

## Biographie
Son grand-père maternel, le Juif allemand Carl Ludwig Hablitz, vient jeune avec ses parents en Russie depuis l'Allemagne. Il devient botaniste, et académicien de l'Académie des sciences de Saint-Pétersbourg.
Le père d'Alexandre Serov est juriste et haut fonctionnaire et veut que son fils devienne aussi juriste. C'est pourquoi Alexandre Serov à l'âge de 15 ans entre à l'école impériale juridique.
Mais Alexandre Serov est déjà passionné par la musique. Il y fait la connaissance d'un autre élève de cette école juridique, Vladimir Stassov. Ils se lient d'amitié. Les deux élèves s'occupent plus de musique que de sciences juridiques.
En 1840, il termine ses études et occupe un emploi pendant dix ans, mais en 1850, il donne sa démission de son travail et s'occupe uniquement de la composition de musique et d'écriture d'articles de critique musicale.
Alexandre Serov introduit de nouveaux termes musicaux, par exemple, le symphonisme.
Il est l'époux de Valentina Serova et le père du peintre Valentin Serov. En tant que critique, il est admirateur de Wagner qui reçoit le ménage Serov avec affabilité.

## Opéras
- Judith (Юдифь) 1861-1863
- Rogneda (Рогнеда) 1863-1865
- La Puissance de l'ennemi (Вражья сила) 1867-1871